# نيما طاهري
نيما طاهري، من مواليد 15 أبريل 1997م، وهو لاعب كرة قدم إيراني، أنضم لنادي ذوب آهن منذ عام 2015م، وشارك مع زملائه لبطولة كأس العالم لكرة القدم تحت 20 سنة 2017.

## روابط خارجية
- نيما طاهري على موقع قاعدة بيانات كرة القدم.إي يو (الإنجليزية)
- نيما طاهري على موقع Soccerway.com (الإنجليزية)